# Ophiocentrus inequalis
Ophiocentrus inequalis är en ormstjärneart som först beskrevs av Hubert Lyman Clark 1915.  Ophiocentrus inequalis ingår i släktet Ophiocentrus och familjen trådormstjärnor. Inga underarter finns listade i Catalogue of Life.